# 滝上町
滝上町（たきのうえちょう）は、北海道オホーツク総合振興局管内の北部に位置し、上川管内に接する町。
滝上公園のシバザクラ（10万平方メートル＝甲子園の7倍の広さ）が有名。見頃は5月下旬から6月上旬にかけてである。また、童話村としての町おこしもすすめている。

## 地形
東以外の三方を山に囲まれた地形。隣接する紋別市以外の市町村は境界が山中になる。
- 山: ウエンシリ岳（1142m）、雄柏山（1268m）、北見富士（1306m）、天塩岳（1558m、郷土富士）、鬱岳（818m）、幾山岳（1031m）
- 川: 渚滑川、サクルー川、オシラネップ川

## 気候
ケッペンの気候区分によると、滝上町は湿潤大陸性気候に属する。寒暖の差が大きく気温の年較差、日較差が大きい顕著な大陸性気候である。降雪量が多く、周辺の自治体と同様に特別豪雪地帯に指定されている。冬季は沿岸のオホーツク海側の地域よりは内陸の山間部であるため降雪量は多く、冬季は-30℃前後の気温が観測されることが珍しくない。近年でも2013年1月17日に-30.3℃、2020年2月9日に-33.3℃を観測している。
| 滝上（1991年 - 2020年）の気候      | 滝上（1991年 - 2020年）の気候 | 滝上（1991年 - 2020年）の気候 | 滝上（1991年 - 2020年）の気候 | 滝上（1991年 - 2020年）の気候 | 滝上（1991年 - 2020年）の気候 | 滝上（1991年 - 2020年）の気候 | 滝上（1991年 - 2020年）の気候 | 滝上（1991年 - 2020年）の気候 | 滝上（1991年 - 2020年）の気候 | 滝上（1991年 - 2020年）の気候 | 滝上（1991年 - 2020年）の気候 | 滝上（1991年 - 2020年）の気候 | 滝上（1991年 - 2020年）の気候 |
| 月                                 | 1月                           | 2月                           | 3月                           | 4月                           | 5月                           | 6月                           | 7月                           | 8月                           | 9月                           | 10月                          | 11月                          | 12月                          | 年                            |
| ---------------------------------- | ----------------------------- | ----------------------------- | ----------------------------- | ----------------------------- | ----------------------------- | ----------------------------- | ----------------------------- | ----------------------------- | ----------------------------- | ----------------------------- | ----------------------------- | ----------------------------- | ----------------------------- |
| 最高気温記録 °C （°F）             | 8.4 (47.1)                    | 14.8 (58.6)                   | 18.6 (65.5)                   | 28.5 (83.3)                   | 34.0 (93.2)                   | 34.8 (94.6)                   | 36.5 (97.7)                   | 37.7 (99.9)                   | 32.1 (89.8)                   | 28.1 (82.6)                   | 22.1 (71.8)                   | 14.6 (58.3)                   | 37.7 (99.9)                   |
| 平均最高気温 °C （°F）             | −3.2 (26.2)                   | −2.3 (27.9)                   | 2.3 (36.1)                    | 10.0 (50)                     | 17.3 (63.1)                   | 21.1 (70)                     | 24.5 (76.1)                   | 25.0 (77)                     | 21.2 (70.2)                   | 14.4 (57.9)                   | 6.0 (42.8)                    | −1.0 (30.2)                   | 11.3 (52.3)                   |
| 日平均気温 °C （°F）               | −8.3 (17.1)                   | −7.7 (18.1)                   | −2.9 (26.8)                   | 4.0 (39.2)                    | 10.3 (50.5)                   | 14.4 (57.9)                   | 18.3 (64.9)                   | 19.1 (66.4)                   | 14.8 (58.6)                   | 8.2 (46.8)                    | 1.7 (35.1)                    | −5.1 (22.8)                   | 5.6 (42.1)                    |
| 平均最低気温 °C （°F）             | −15.0 (5)                     | −15.2 (4.6)                   | −9.4 (15.1)                   | −2.2 (28)                     | 3.4 (38.1)                    | 8.4 (47.1)                    | 13.3 (55.9)                   | 14.4 (57.9)                   | 9.2 (48.6)                    | 2.4 (36.3)                    | −2.8 (27)                     | −10.4 (13.3)                  | −0.3 (31.5)                   |
| 最低気温記録 °C （°F）             | −32.2 (−26)                   | −35.2 (−31.4)                 | −31.4 (−24.5)                 | −16.7 (1.9)                   | −6.5 (20.3)                   | −2.3 (27.9)                   | 2.3 (36.1)                    | 2.9 (37.2)                    | −1.2 (29.8)                   | −7.6 (18.3)                   | −20.1 (−4.2)                  | −28.7 (−19.7)                 | −35.2 (−31.4)                 |
| 降水量 mm （inch）                 | 55.4 (2.181)                  | 38.2 (1.504)                  | 42.2 (1.661)                  | 42.4 (1.669)                  | 55.2 (2.173)                  | 67.8 (2.669)                  | 114.7 (4.516)                 | 136.0 (5.354)                 | 135.3 (5.327)                 | 95.6 (3.764)                  | 79.0 (3.11)                   | 66.8 (2.63)                   | 926.7 (36.484)                |
| 降雪量 cm （inch）                 | 153 (60.2)                    | 128 (50.4)                    | 117 (46.1)                    | 30 (11.8)                     | 2 (0.8)                       | 0 (0)                         | 0 (0)                         | 0 (0)                         | 0 (0)                         | 2 (0.8)                       | 53 (20.9)                     | 148 (58.3)                    | 630 (248)                     |
| 平均降水日数 （≥1.0 mm）           | 13.3                          | 12.2                          | 12.3                          | 10.3                          | 9.6                           | 10.3                          | 10.6                          | 11.6                          | 12.6                          | 13.3                          | 15.7                          | 15.7                          | 146.3                         |
| 平均月間日照時間                   | 68.8                          | 78.7                          | 123.1                         | 156.5                         | 171.6                         | 149.2                         | 141.5                         | 135.0                         | 142.4                         | 132.3                         | 72.2                          | 52.3                          | 1,423.4                       |
| 出典1：Japan Meteorological Agency |                               |                               |                               |                               |                               |                               |                               |                               |                               |                               |                               |                               |                               |
| 出典2：気象庁                      |                               |                               |                               |                               |                               |                               |                               |                               |                               |                               |                               |                               |                               |

## 町名の由来
町内を流れる渚滑川とサクルー川の合流点のすぐ下に、現在は虹竜の滝と呼ばれている滝があり、その上流に現在の市街があるため。下流にある同じ町内の滝下と対になっている。

## 歴史
- 縄文時代より栄える。
- 江戸時代は松前藩領（ソウヤ場所、モンベツ場所）である。
- 1918年（大正7年） - 紋別郡渚滑村（しょこつ）（現紋別市の一部）から分村、二級町村制、紋別郡滝上村が発足。
- 1923年（大正12年）11月5日 - 渚滑線開通。
- 1947年（昭和22年） - 町制施行、滝上町となる。
- 1984年（昭和59年） - 国道273号線の浮島峠に浮島トンネル開通。上川町方面の道路の冬季閉鎖の解消[3]。
- 1985年（昭和60年）4月1日 - 渚滑線廃止。
- 1990年（平成2年） - 国土庁（現：国土交通省）の「農村アメニティ・コンクール」で2位を獲得。

## 経済

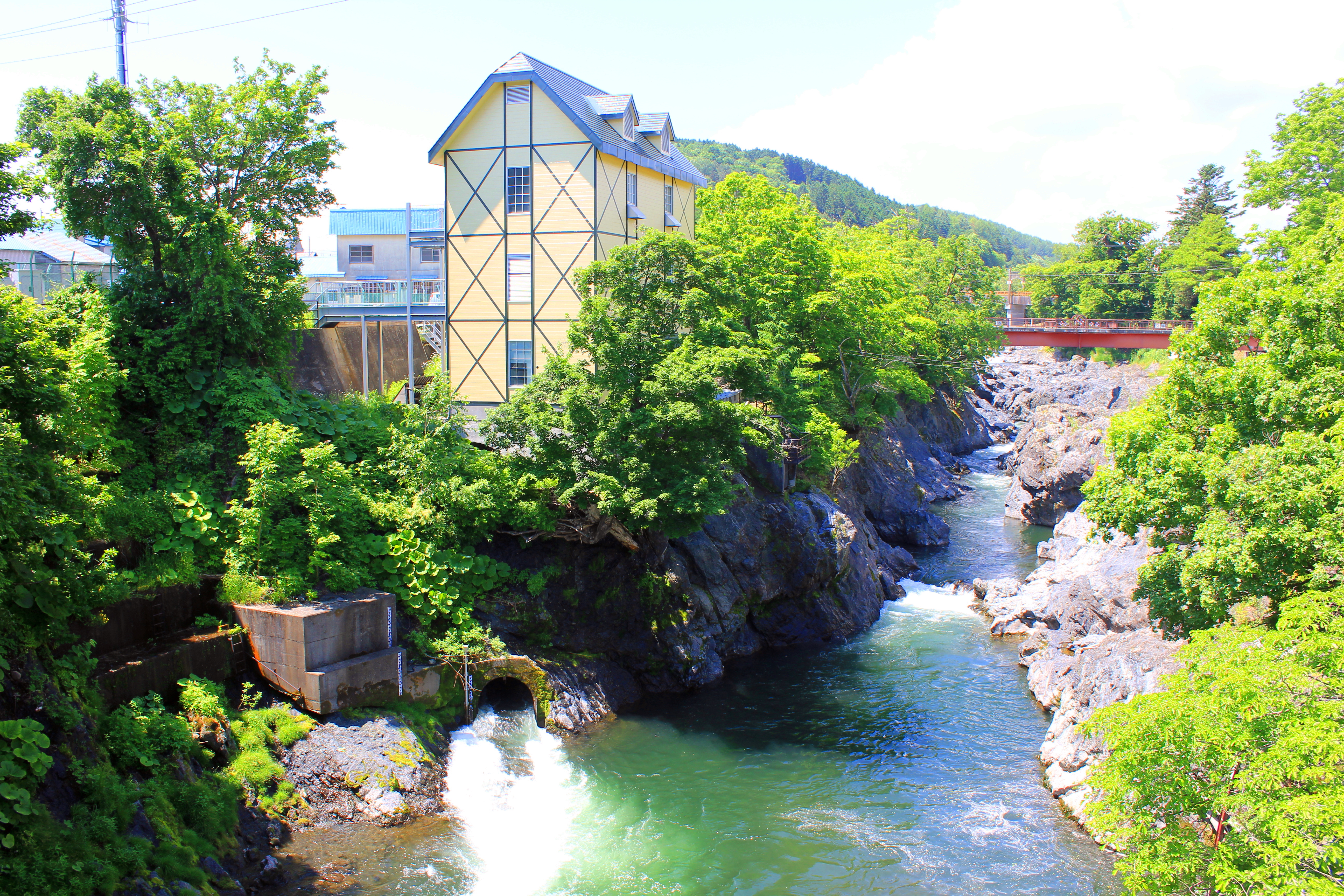
滝上芝ざくら発電所

### 農林水産業
基幹産業は林業。
このほか酪農、畑作も行われる。
かつてはハッカの産地。現在はわずか10ヘクタールほどの畑でしか作られていないが、ほかに栽培している地区がないために、全国生産量の95％を産す。

### 農協
- オホーツクはまなす農業協同組合（JAオホーツクはまなす）滝上支所

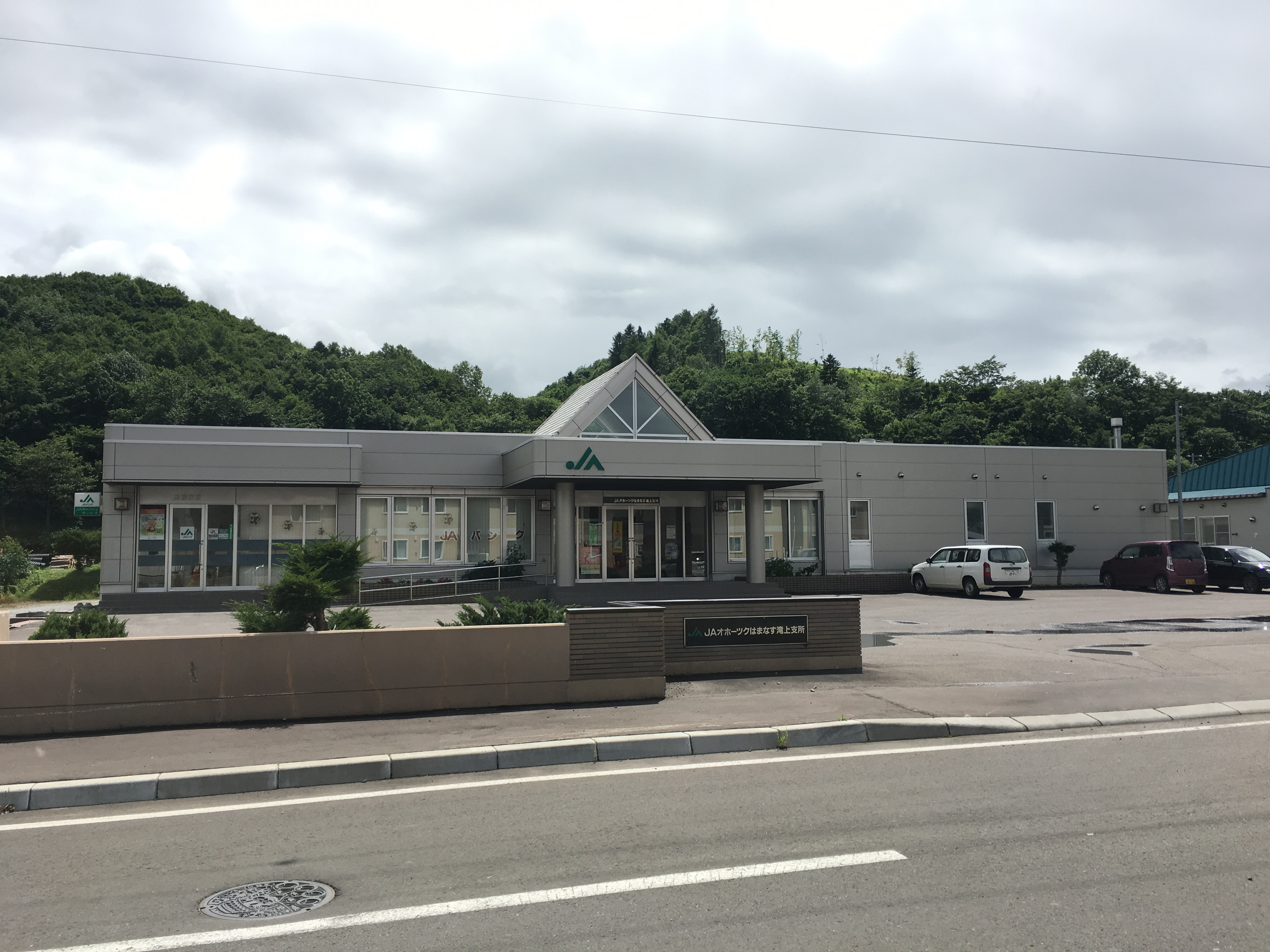
JAオホーツクはまなす滝上支所

### 金融機関

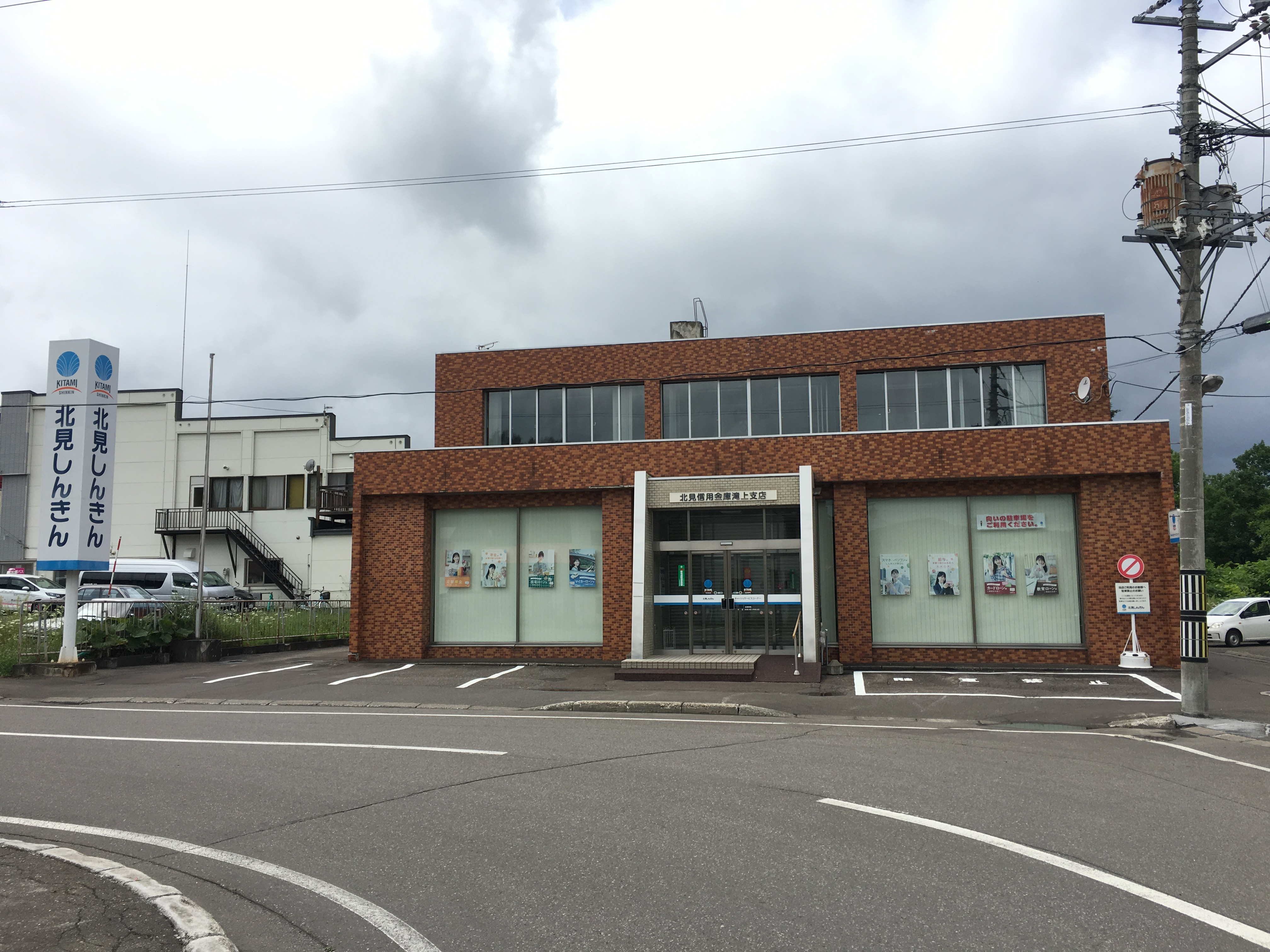
北見信用金庫滝上支店

- 北見信用金庫滝上支店

### 商業
- スーパーなかがわ（旧Aコープ滝上店）
- スーパーさかえ
- スーパーいわさ

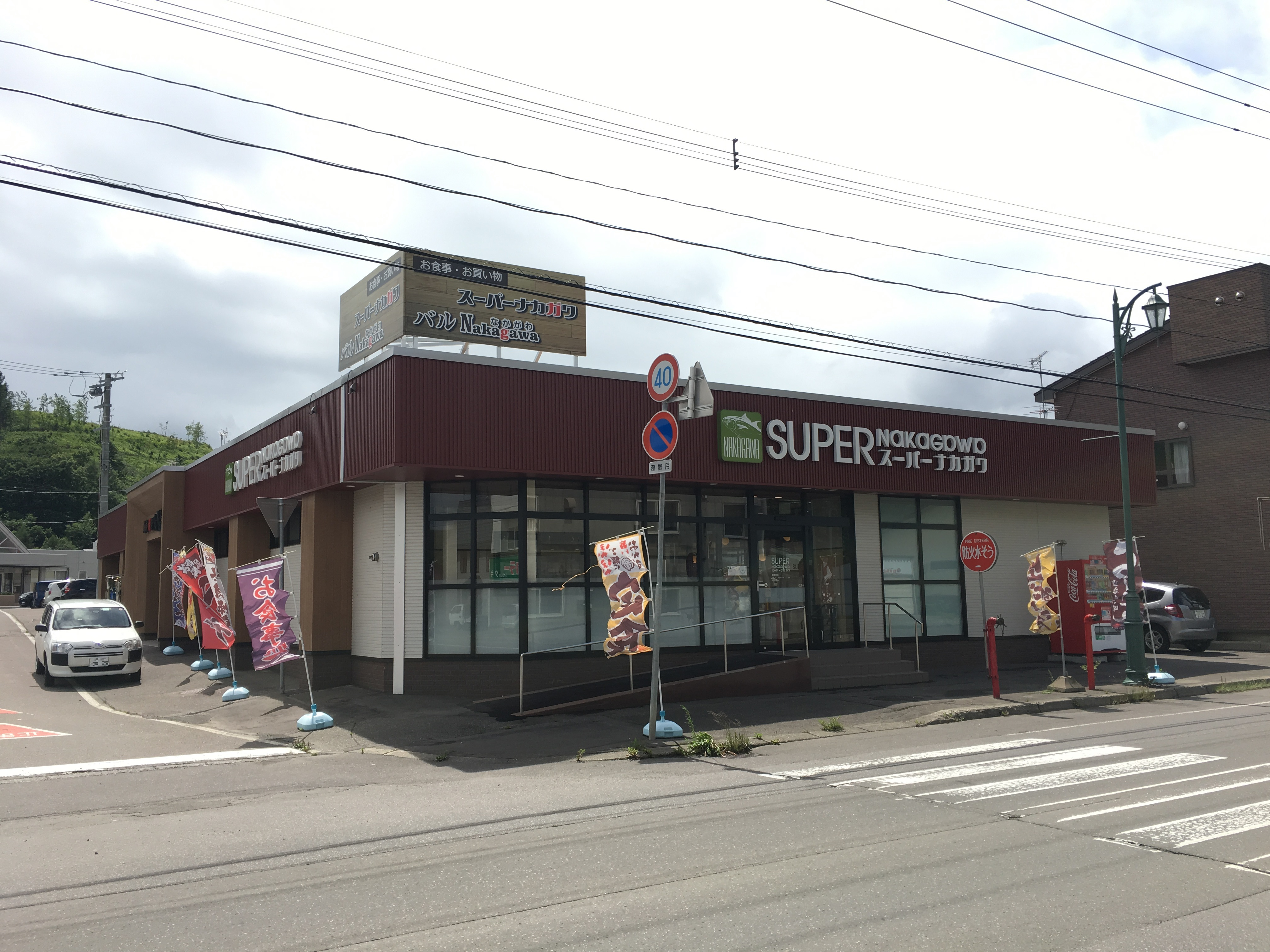
スーパーなかがわ

### 電力
- 滝上芝ざくら発電所 - 2013年に改名され、町の花のシバザクラにちなんで「芝ざくら」の名が入った[4]。

## 郵便
郵便局
- 滝上郵便局（集配局）
- 濁川郵便局
- 滝西郵便局

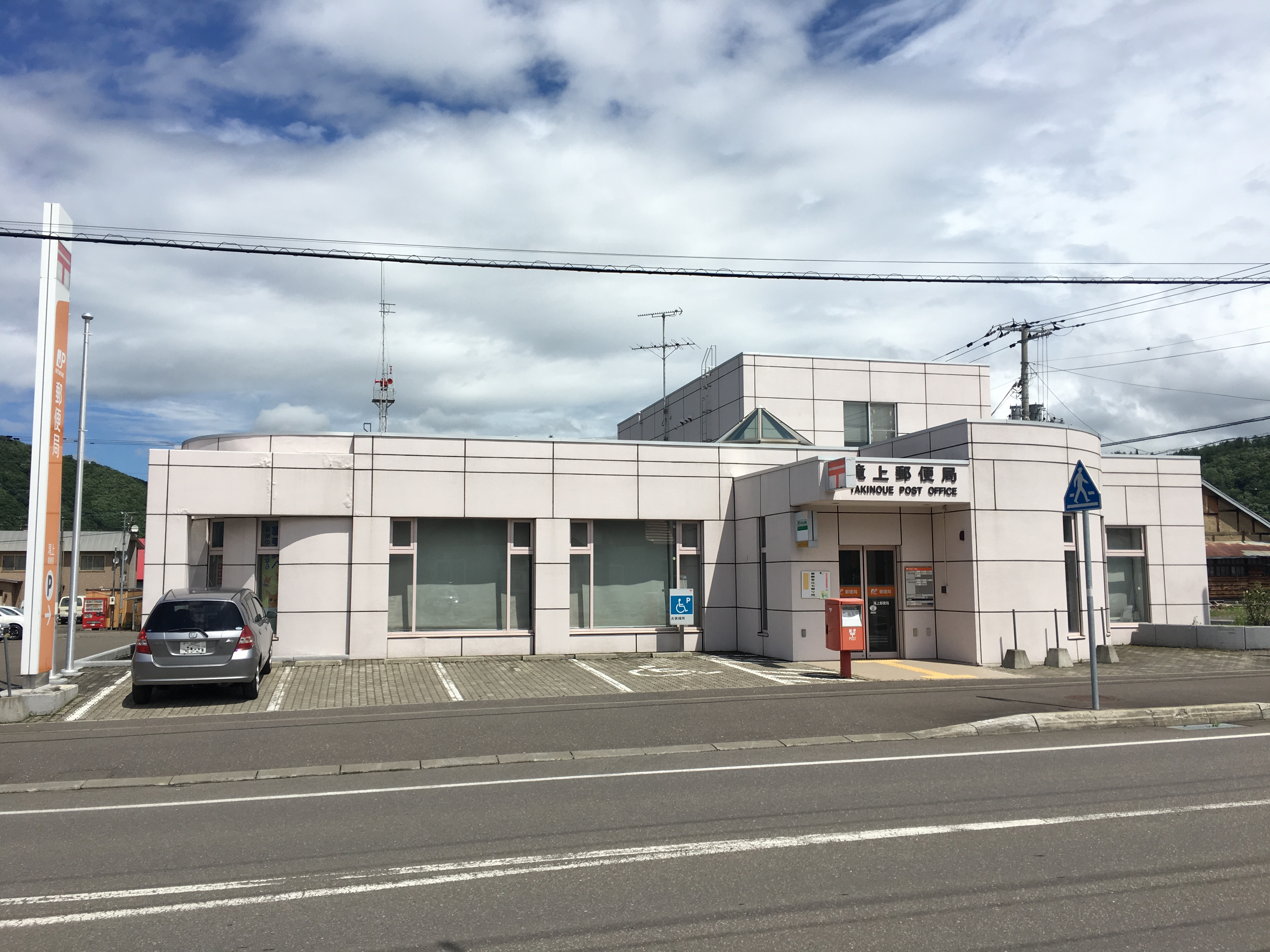
滝上郵便局

## 公共機関

### 警察
- 紋別警察署：滝上駐在所

### 消防
- 紋別地区消防組合消防本部：滝上支署

### 医療

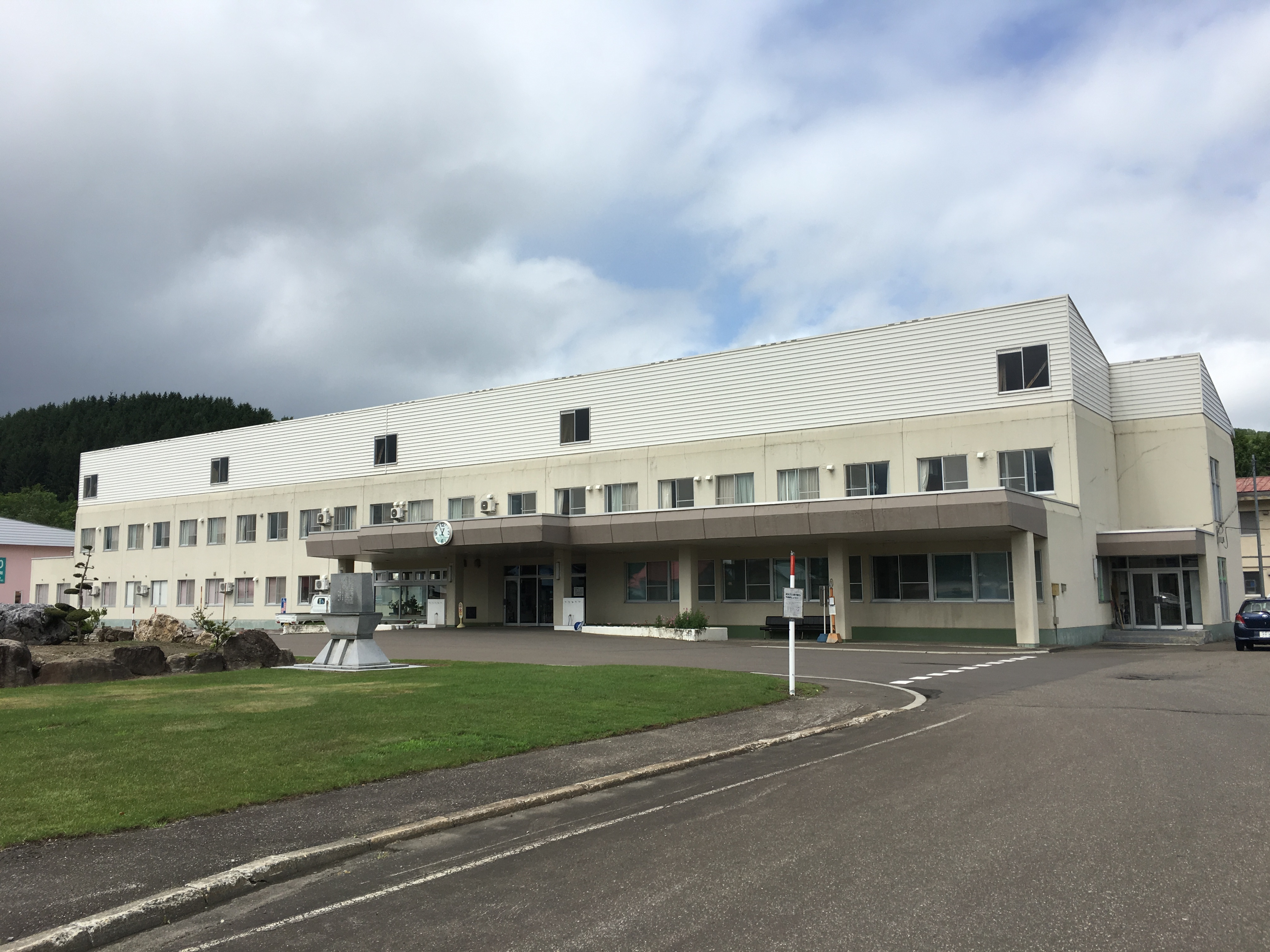
滝上町国民健康保険診療所

- 滝上町国民健康保険診療所

## 教育

### 中学校
- 滝上町立滝上中学校

### 小学校
- 滝上町立滝上小学校
- 滝上町立濁川小学校

### 閉校した学校
高等学校
- 北海道滝上高等学校

## 姉妹都市・提携都市
- 高知県高岡郡越知町

## 人口
| |                                        |  |
| 滝上町と全国の年齢別人口分布（2005年） | 滝上町の年齢・男女別人口分布（2005年） |  |
| ■紫色 ― 滝上町 ■緑色 ― 日本全国 | ■青色 ― 男性 ■赤色 ― 女性              |  |
| 滝上町（に相当する地域）の人口の推移 \| 1970年（昭和45年） \| 8,514人 \| \| \| 1975年（昭和50年） \| 6,711人 \| \| \| 1980年（昭和55年） \| 5,673人 \| \| \| 1985年（昭和60年） \| 5,026人 \| \| \| 1990年（平成2年） \| 4,499人 \| \| \| 1995年（平成7年） \| 4,084人 \| \| \| 2000年（平成12年） \| 3,799人 \| \| \| 2005年（平成17年） \| 3,366人 \| \| \| 2010年（平成22年） \| 3,028人 \| \| \| 2015年（平成27年） \| 2,721人 \| \| \| 2020年（令和2年） \| 2,421人 \| \| |                                        |  |
| 総務省統計局 国勢調査より |                                        |  |
| 1970年（昭和45年） | 8,514人                                |  |
| 1975年（昭和50年） | 6,711人                                |  |
| 1980年（昭和55年） | 5,673人                                |  |
| 1985年（昭和60年） | 5,026人                                |  |
| 1990年（平成2年） | 4,499人                                |  |
| 1995年（平成7年） | 4,084人                                |  |
| 2000年（平成12年） | 3,799人                                |  |
| 2005年（平成17年） | 3,366人                                |  |
| 2010年（平成22年） | 3,028人                                |  |
| 2015年（平成27年） | 2,721人                                |  |
| 2020年（令和2年） | 2,421人                                |  |

### 消滅集落
2015年国勢調査によれば、以下の集落は調査時点で人口0人の消滅集落となっている。
- 滝上町 - 上雄柏、拓雄、雄背牛

## 交通

### 空港
- オホーツク紋別空港 （紋別市）
- 旭川空港 （東神楽町）

### 鉄道
町内を鉄道路線は通っていない。鉄道を利用する場合の最寄り駅は、JR北海道石北本線上川駅。

#### 廃止された鉄道
かつては渚滑線が通り、滝ノ下駅・雄鎮内仮乗降場・濁川駅・北見滝ノ上駅が設置されていたが、1985年（昭和60年）3月に廃線になっている。北紋バスが代替バス路線を運行。

### バス

北紋バス滝上営業所

- 北紋バスが滝上町内や紋別市へ路線バスを運行。
- 北海道中央バス、ジェイ・アール北海道バス、道北バス、北紋バスの共同運行で札幌・旭川への都市間バスを運行。

### 道路
- 一般国道
  - 国道273号 浮島峠（620m）
- 都道府県道
  - 北海道道61号士別滝の上線 上紋峠（800m）
  - 北海道道137号遠軽雄武線（一部未開通） 札久留峠（310m）
  - 北海道道617号オシラネップ原野濁川停車場線
  - 北海道道828号シラトリマップ滝ノ上原野線
  - 北海道道932号上渚滑原野上渚滑線
  - 北海道道996号上渚滑原野滝ノ上線
- 道の駅
  - 香りの里たきのうえ

## 名所・旧跡・観光スポット・祭事・催事

### 観光

浮島湿原

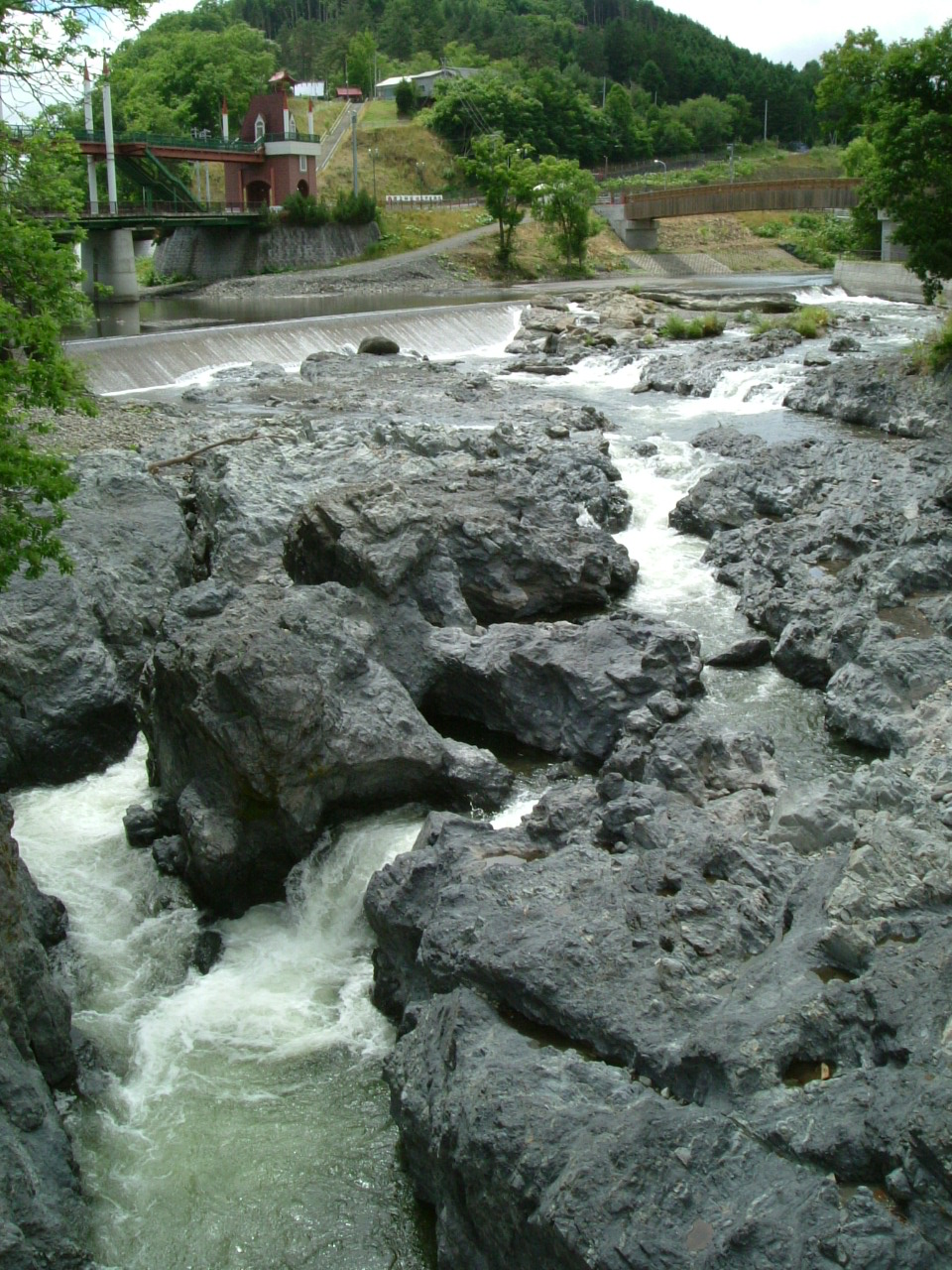
虹竜の滝

- 浮島湿原
- 香りの里 ハーブガーデン
- 錦仙峡
- 滝上公園 （シバザクラ）
- 滝上神社
- 滝上町郷土館
- 陽殖園
- 桜ヶ丘スキー場

### 祭事
- 芝ざくらまつり 5月 - 6月
- 童話村たきのうえふるさとまつり 9月

## 著名な出身者
- 加藤多一 - 児童文学作家
- 小檜山博 - 作家
- 貞廣恵沙 - 2009年 ミス日本 ネイチャー受賞者・女性活動家

## 電話番号
日本で最後まで、固定電話等の市外局番が5桁「(0)15829」（0は市外局番の一部ではないので5桁となる）で市内局番がない地域だったが、2006年（平成18年）3月1日に同じ単位料金区域内の紋別市の市外局番「(0)1582」と統合され「(0)158」となった。これにより町内にも初めて市内局番「29」がつけられ、全国すべて市内局番がつけられるようになった。